# Diocèse de Saint-Hyacinthe
Le diocèse de Saint-Hyacinthe (en latin Dioecesis Sancti Hyacinthi) est un diocèse de l'Église catholique situé dans la région de la Montérégie, au Québec, au Canada. Son siège épiscopal se trouve à la cathédrale Saint-Hyacinthe-le-Confesseur, à Saint-Hyacinthe,.
Il est suffragant de l’archidiocèse de Sherbrooke. Le diocèse a été érigé canoniquement le 8 juin 1852. Depuis 2017, son évêque est Christian Rodembourg. 

## Description
Le diocèse de Saint-Hyacinthe a été canoniquement érigé le 8 juin 1852. Avant cette date, son territoire était en partie englobé dans le territoire du diocèse de Montréal et de l'archidiocèse de Québec,
Le premier évêque du diocèse fut Jean-Charles Prince, qui était alors évêque coadjuteur du diocèse de Montréal. Il exerça cette fonction jusqu'à sa mort survenue le 5 mai 1860,,.
Le 28 août 1874, le diocèse de Saint-Hyacinthe a a perdu une partie de son territoire lors de l'érection du diocèse de Sherbrooke,. Le 2 mars 1951, le diocèse de Sherbrooke est élevé au rang d'archidiocèse et le diocèse de Saint-Hyacinthe lui devint suffragant,,.
Le siège épiscopal du diocèse de Saint-Hyacinthe est actuellement la cathédrale Saint-Hyacinthe-le-Confesseur de  Saint-Hyacinthe,.  Anciennement, ce rôle était tenu par l’église Saint-Matthieu de Belœil,. 
Le territoire actuel du diocèse de Saint-Hyacinthe s'étend sur 3 448 km2 dans la région de la Montérégie au Québec à l'est de la rivière Richelieu et au nord de la frontière canado-américaine,. Il est contigu au diocèse de Saint-Jean–Longueuil au sud-ouest, à l'archidiocèse de Montréal à l'ouest, au diocèse de Joliette au nord-ouest, au diocèse de Nicolet au nord-est, à l'archidiocèse de Sherbrooke à l'est et au diocèse de Burlington au sud. 
Depuis 2021, le diocèse est divisé en 75 paroisses (en 2000, il en comptait 111) et prend en charge 428 340 catholiques, soit 95,7% de la population totale du territoire. Il compte également (en 2021), 125 prêtres et 23 diacres permanents,.
Le saint patron du diocèse de Saint-Hyacinthe est le cœur immaculé de Marie dont la fête est célébrée le samedi après la solennité du Sacré-Cœur de Jésus. Le diocèse reconnaît également comme saint patron secondaire le bienheureux Louis-Zéphirin Moreau dont la fête est le 24 mai.

### Évêques en charge du diocèse

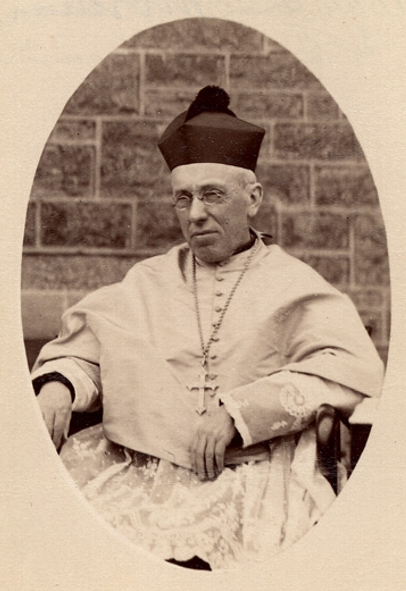
Le bienheureux Louis-Zéphirin Moreau, saint patron secondaire du diocèse de Saint-Hyacinthe

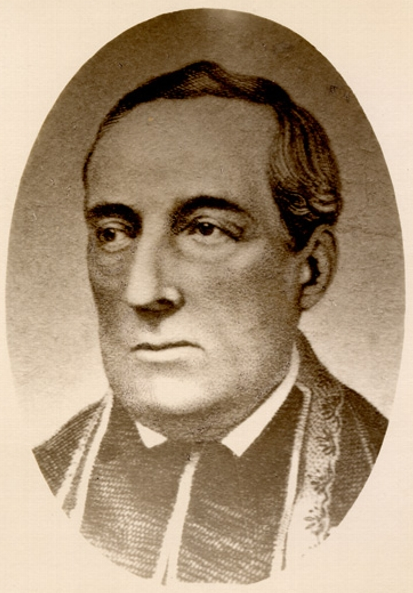
Jean-Charles Prince, premier évêque de Saint-Hyacinthe

| #  | Nom                               | Dates                           |
| -- | --------------------------------- | ------------------------------- |
| 1  | Jean-Charles Prince               | 8 juin 1852 - 5 mai 1860        |
| 2  | Joseph La Rocque                  | 22 juin 1860 - 4 février 1866   |
| 3  | Charles La Rocque                 | 20 mars 1866 - 15 juillet 1875  |
| 4  | Bienheureux Louis-Zéphirin Moreau | 19 novembre 1875 - 24 mai 1901  |
| 5  | Maxime Decelles                   | 24 mai 1901 - 8 juillet 1905    |
| 6  | Alexis-Xyste Bernard              | 16 décembre 1905 - 17 juin 1923 |
| 7  | Fabien-Zoël Decelles              | 24 mars 1924 - 27 novembre 1942 |
| 8  | Arthur Douville                   | 27 novembre 1942 - 13 juin 1967 |
| 9  | Albert Sanschagrin                | 13 juin 1967 - 18 juillet 1979  |
| 10 | Louis-de-Gonzague Langevin        | 18 juillet 1979 - 7 avril 1998  |
| 11 | François Lapierre                 | 7 avril 1998 - 29 juin 2017     |
| 12 | Christian Rodembourg              | Depuis le 29 juin 2017          |

| Nom             | Dates                           |
| --------------- | ------------------------------- |
| Maxime Decelles | 14 janvier 1893 - 24 mai 1901   |
| Arthur Douville | 21 mars 1942 - 27 novembre 1942 |

| Nom                          | Dates                           |
| ---------------------------- | ------------------------------- |
| Joseph Louis Aldée Desmarais | 30 janvier 1931 - 20 juin 1939  |
| Arthur Douville              | 30 novembre 1939 - 21 mars 1942 |
| Gaston Hains (de)            | 28 août 1964 - 13 juin 1967     |
| Louis-de-Gonzague Langevin   | 9 août 1974 - 14 juillet 1979   |

## Liste des paroisses du diocèse

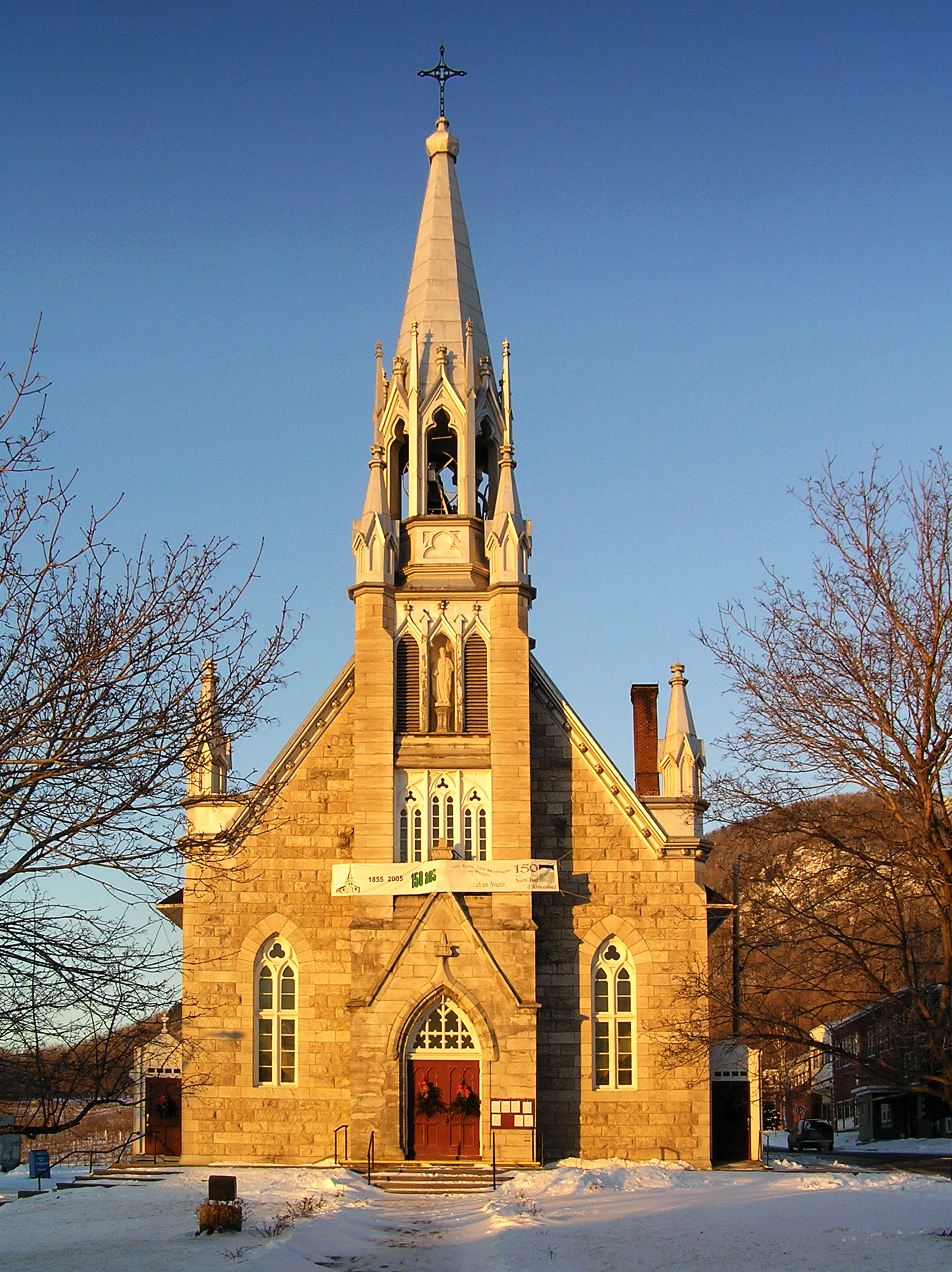
L'église Saint-Paul de Saint-Paul-d'Abbotsford

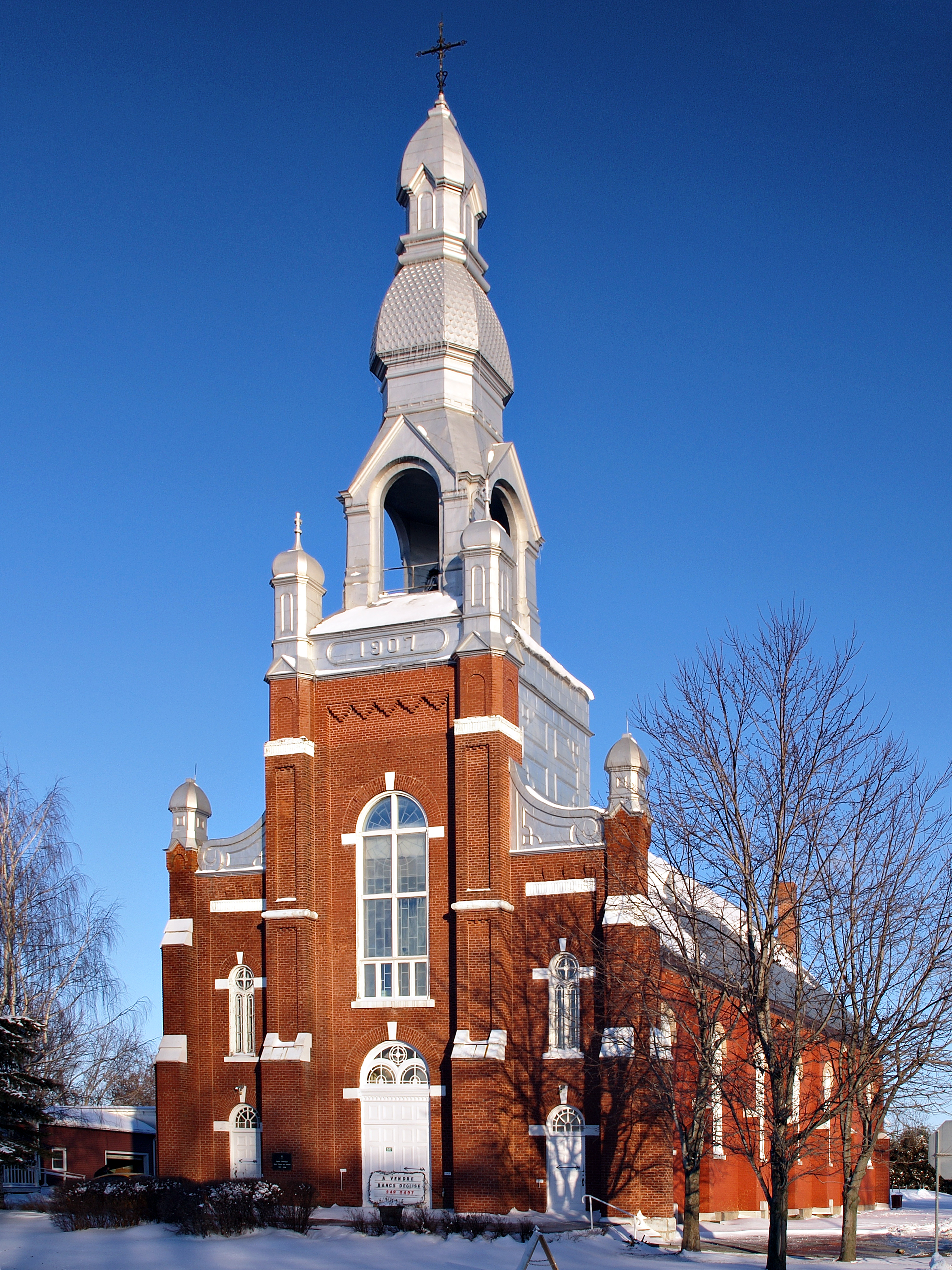
L'église Saint-Pierre-de-Véronne de Pike River

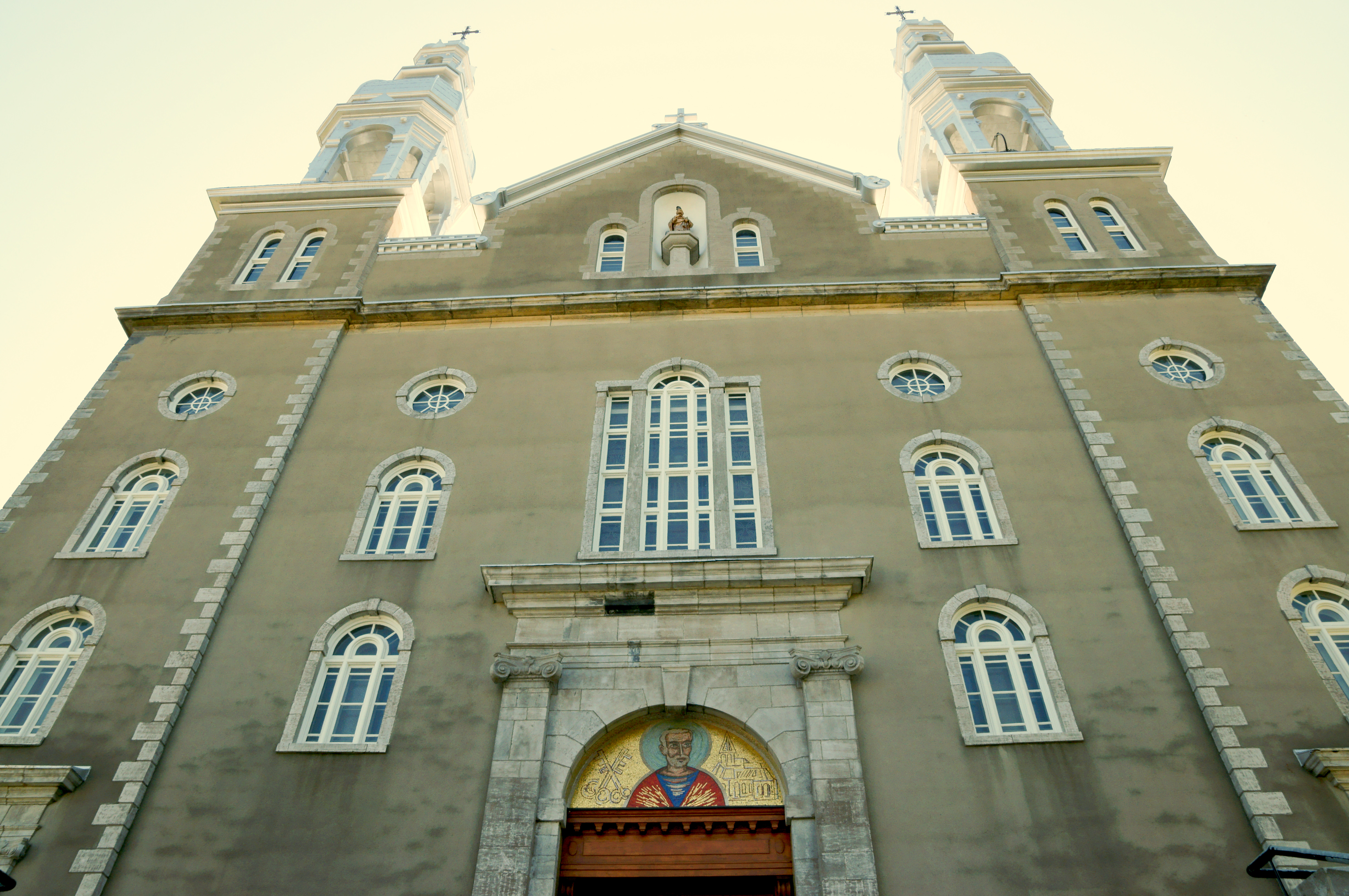
L'église Saint-Pierre de Sorel-Tracy

Le diocèse de Saint-Hyacinthe comprend les paroisses suivantes.

Dans la région de Saint-Hyacinthe
- Cathédrale Saint-Hyacinthe-le-Confesseur[10]
- Saint-Joseph de Saint-Hyacinthe[11]
- Notre-Dame-du-Rosaire
- Sainte-Rosalie[12]
- Précieux-Sang de Saint-Hyacinthe[11]
- Saint-Thomas-d'Aquin
- Sainte-Eugénie de Saint-Hyacinthe[11]
- La Présentation
- Saint-Denis
- Saint-Barnabé-Sud
- Saint-Jude
- Saint-Bernard-de-Michaudville
- Saint-Louis
- Saint-Charles
- Acton Vale
- Saint-Nazaire-d'Acton
- Roxton Falls
- Saint-Pie
- Saint-Damase
- Saint-Simon-de-Bagot
- Saint-Dominique
- Saint-Théodore-d'Acton
- Sainte-Hélène-de-Bagot
- Saint-Valérien-de-Milton
- Saint-Hugues
- Upton
- Saint-Liboire
- Belœil
- Saint-Jean-Baptiste
- Saint-Hilaire de Mont-Saint-Hilaire[13]
- Sainte-Madeleine
- Notre-Dame-du-Bon-Conseil d'Otterburn Park[14]

Dans la région de Sorel-Tracy
- Sainte-Anne de Sainte-Anne-de-Sorel[15]
- Saint-Pierre de Sorel-Tracy[15]
- Saint-Joseph de Sorel-Tracy[15]
- Saint-Aimé-de-Massueville
- Saint-Ours
- Saint-Antoine-sur-Richelieu
- Saint-Robert
- Saint-Marc-sur-Richelieu
- Saint-Roch-sur-Richelieu
- Saint-Marcel-sur-Richelieu
- Sainte-Victoire-de-Sorel

Dans la région de Granby
- Notre-Dame de Granby[16]
- Saint-Patrick
- Saint-Joseph
- Très-Sainte-Trinité
- Bromont
- Saint-François-Xavier
- Roxton Pond
- Saint-Joachim-de-Shefford
- Sainte-Cécile-de-Milton
- Waterloo
- Ange-Gardien d'Ange-Gardien[17]
- Sainte-Angèle-de-Monnoir
- Marieville
- Saint-Césaire de Saint-Césaire[17]
- Richelieu
- Saint-Mathias de Saint-Mathias-sur-Richelieu[18]
- Rougemont
- Saint-Paul de Saint-Paul-d'Abbotsford[17]
- Saint-Alphonse-de-Granby

Dans la région Sud
- Henryville
- Saint-Jean-sur-Richelieu (Iberville)
- Mont-Saint-Grégoire
- Saint-Sébastien de Saint-Sébastien et de Venise-en-Québec[19]
- Saint-Alexandre de Saint-Alexandre[19]
- Saint-Georges de Henryville, de Saint-Georges-de-Clarenceville et de Noyan[19]
- Sainte-Anne de Sainte-Anne-de-Sabrevois[19]
- Saint-Damien de Bedford[20]
- Saint-Philippe de Philipsburg (Saint-Armand)[21]
- Saint-Romuald de Farnham[22]
- Saint-Armand
- Notre-Dame-des-Anges de Notre-Dame-de-Stanbridge[23]
- Sainte-Brigide de Sainte-Brigide-d'Iberville[24]
- Abercorn
- Dunham
- Brigham
- Lac-Brome
- Bromont
- Saint-Vincent-Ferrier
- Sutton
- Cowansville